# Anoplagonus occidentalis
Anoplagonus occidentalis és una espècie de peix pertanyent a la família dels agònids.

## Descripció
- Fa 10 cm de llargària màxima.[4][5]

## Hàbitat
És un peix marí, demersal i de clima temperat que viu entre 40 i 120 m de fondària.

## Distribució geogràfica
Es troba al Pacífic nord-occidental: les illes Kurils, el Japó, el mar d'Okhotsk i el mar del Japó.

## Observacions
És inofensiu per als humans.